# Lara Almarcegui
Lara Almarcegui (Zaragoza, 2 december 1972) is een Spaans fotografe, en kunstenaar in art intervention (onderdeel van performance) en installatiekunst.

## Studie en werk
In 1991 begon ze haar studie aan de faculteit voor schone kunsten in Cuenca dat deel uitmaakt van de Universiteit van Castilla-La Mancha. Delen van haar studie volgde ze aan de Universiteit van Lissabon en de Hochschule für bildende Künste Hamburg. Na haar diplomering in Cuenca in 1995 ging ze eerst kort naar de École des Beaux Arts in Nantes, maar vertrok nog hetzelfde jaar voor een postacademische opleiding  aan De Ateliers '63 in Amsterdam, waar ze slaagde in 1998 en waaraan ze sinds 2014 als tutor artist is verbonden.
Ze ontving verschillende studiebeurzen van onder meer de deelstaatregering van Aragón in 1995, de Fundación Marcelino Botín in 1998 en het Fonds voor Beeldende Kunsten, Vormgeving en Bouwkunst in Amsterdam. Anno 2010 woont en werkt ze in Rotterdam. Ze exposeerde in verschillende landen in West-Europa.
In 2007 werd haar werk Sloop, braakliggend terrein, lege kavels bekroond met de Visual Arts and Digital Arts Award van de UNESCO, tijdens de achtste Sharjah Biënnale STILL LIFE - Art, Ecology and the Politics of Change. De prijs werd gedeeld met Steenverkopers van Kaboel van de Afghaanse kunstenares Lida Abdul. In 2008 ontving ze de Spaanse televisieprijs Ojo Crítico a las Artes Plásticas (Kritisch Oog op de Beeldende Kunst) van Radio Nacional de España. In 2010 ontving ze de Dolf Henkesprijs en in 2013 vertegenwoordigde zij Spanje op de Biennale van Venetië.

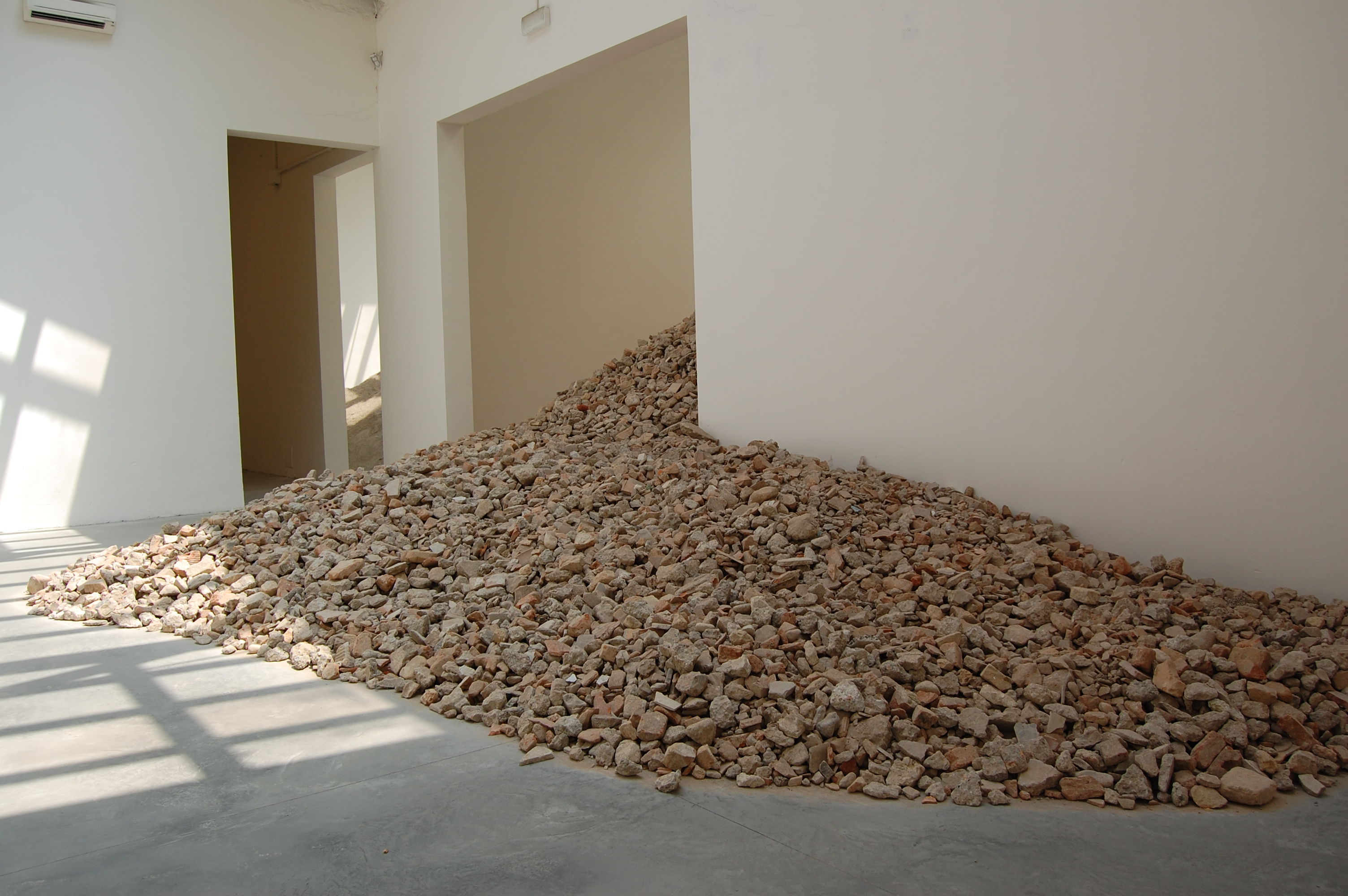
Werk op de Biënnale van Venetië, 2013

## Exposities
Almarcegui voerde tientallen art interventions uit sinds 1995 en eveneens tientallen exposities met anderen. 
Hier volgt een lijst met haar solo-exposities
- 1996: OXYMORE, Nantes
- 1998: Galerij Marta Cervera, Madrid
- 1999: Stedelijk Museum Bureau, Amsterdam
- 2000: Galerij Ray Gun, Valencia
- 2001: Etablissement d'en Face, Brussel
- 2001: FRAC Bourgogne, Dijon
- 2001: INDEX, Stockholm
- 2001: Kunstcentrum Le Grand Café, Saint Nazaire
- 2003: INDEX, Stockholm
- 2003: Kunstcentrum Le Grand Café, Saint Nazaire
- 2004: FRAC Bourgogne, Dijon
- 2004: Galería Marta Cervera, Madrid
- 2007: Centro de Arte Contemporáneo, Málaga
- 2008: Guía de descampados, Ría de Bilbao
- 2010: Bajar al subterráneo recién excavado, Madrid Abierto, Madrid
- 2013: Biennale van Venetië, paviljoen van Spanje

- Biblioteca Nacional de España: XX1461910
- Bibliothèque nationale de France: cb15103814n (data)
- Catàleg d'autoritats de noms i títols de Catalunya: 981058517794206706
- Gemeinsame Normdatei: 124401813
- International Standard Name Identifier: 0000 0000 7824 6319
- Library of Congress Control Number: nr2004003155
- Nederlandse Thesaurus van Auteursnamen: 262192756
- RKD-Nederlands Instituut voor Kunstgeschiedenis: 244964
- Système universitaire de documentation: 102166749
- Union List of Artist Names: 500386251
- Virtual International Authority File: 32929079
- WorldCat: E39PBJv8GtTchhrMK8w3gYmDbd